# Florian Stoppany

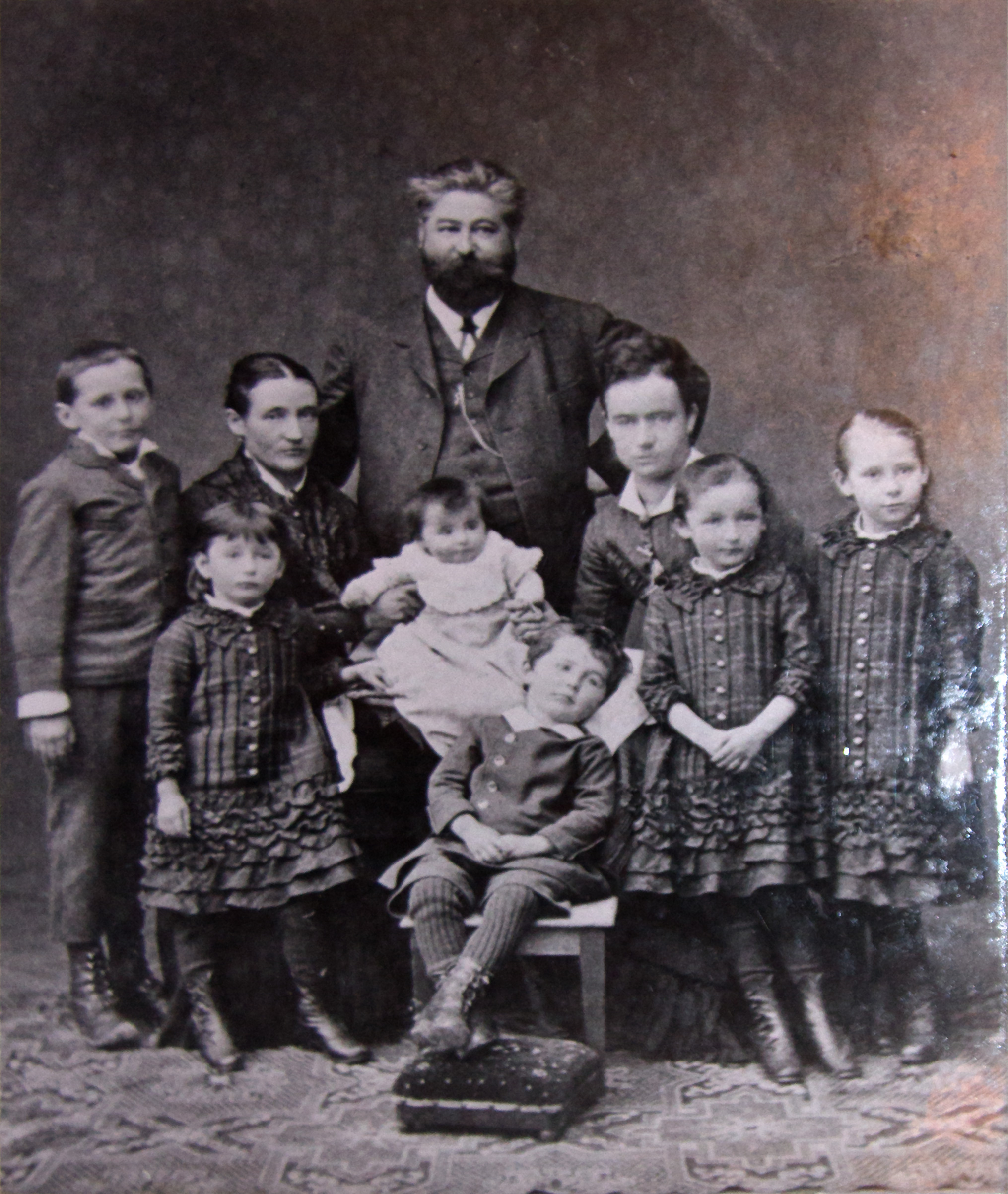
Florian Stoppany und seine Frau Betty mit ihren Kindern

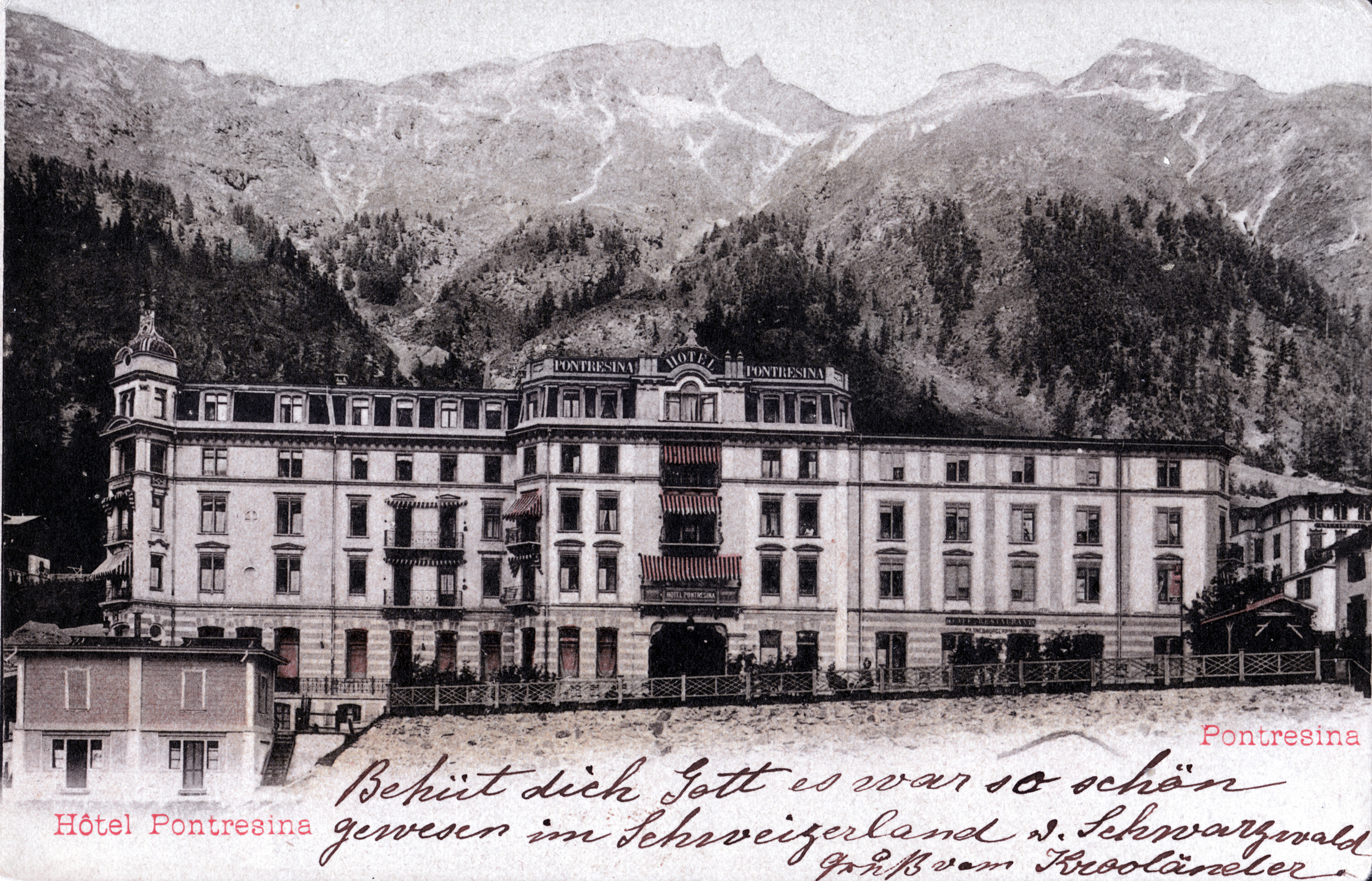
Hotel Pontresina (heute Sporthotel Pontresina). Rechts der Bau von 1881, links die Erweiterung von 1895

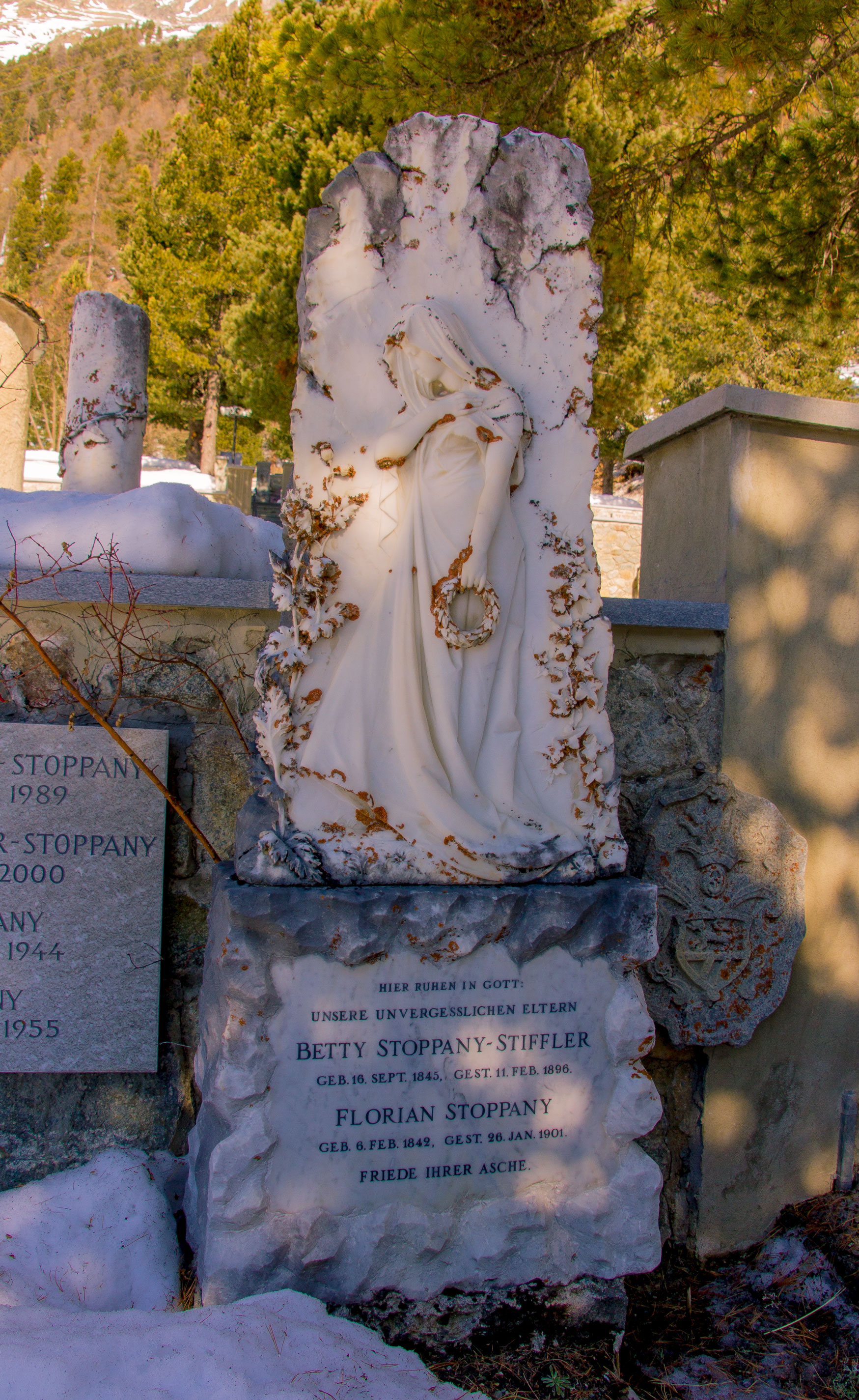
Grab Florian Stoppanys und seiner Frau auf dem Friedhof von Pontresina

Florian Stoppany (* 6. Februar 1842 in Berlin; † 26. Januar 1901 in Pontresina) war ein Schweizer Hotelier.

## Leben
Florian Stoppany entstammte der Zuckerbäckerfamilie Stupan oder Stuppaun aus Pontresina, die ihren rätoromanischen Familiennamen in Italien zu Stuppano und in Frankreich zu Stoppany veränderte. Der erworbene Reichtum erlaubte der Familie 1742 die Errichtung der Chesa Stuppaun, der heutigen Chesa Campell, an der Hauptstrasse von Pontresina.
Giachem Bunom Stoppany (1800–1867), Florian Stoppanys Vater, zog es nach Berlin. Dort betrieb er als Kompagnon von Johann Stehely aus Silvaplana das Café Stehely in der Nähe des Gendarmenmarktes, wo die Dichter des Jungen Deutschlands verkehrten. Daneben besass er auch über seine Frau Carolina Josty (1805–1876), die er 1833 geheiratet hatte, Anteile am Café Josty An der Stechbahn beim Berliner Schloss. Florian hatte zwei ältere Schwestern, die 1835 geborene Ursina Henriette und die 1837 geborene Carolina.
Nach Abschluss des Erwerbslebens kehrte Giachem Bunom Stoppany 1862/63 mit seiner Frau und Ursina Henriette nach Pontresina zurück. Carolina heiratete 1862 den Französischlehrer Adolphe Goulbier und blieb in Berlin, während Florian nach Abschluss seiner Schulzeit nach Tradition der Zuckerbäcker in verschiedenen Betrieben bündnerischer Familien in mehrere europäischen Städten arbeitete.
Zu Beginn der 1870er Jahre kehrte er nach Pontresina zurück und setzte die erworbenen Geschäftskenntnisse im aufkommenden Tourismus ein. Sein Cousin, der Hotelier Florian Zambail, hatte 1870 das Hotel Roseg eröffnet. Hier wurde er Mitbesitzer und langjähriger Direktor. Die Familien Stoppany und Zambail waren eng verflochten. Bereits Florians Tante Chiatarina Stoppany hatte 1813 Barnard Zambail, den Vater von Florian Zambail geheiratet. 1867 mit der Heirat von Florian Stoppanys älterer Schwester Ursina Henriette mit ihrem Cousin Bernhard Zambail, dem Bruder von Florian Zambail, verstärkte sich diese Verbindung. Diese äußerte sich auch im Verkauf der Chesa Stuppaun 1867 durch die Erben Stoppany an die Familie Zambail nach dem Tod von Florians Vater Giachem Buonom Stoppany.
1871 heiratete er Betty Stiffler, deren Familie mit dem Hotel Steinbock und der Maison Stiffler, einem Restaurant mit 25 Gästebetten, ebenfalls im aufkommenden Tourismus in Pontresina tätig war. Gemeinsam hatten sie sechs Kinder, die Söhne Johann (1872) und Florian (1878) und die Töchter Lina (1874), Verena (1875), Ursina (1876) und Betty (1882).
Sein Erbe, das ihm mit dem Tod der Mutter Carolina 1876 zufiel, verschaffte ihm genügend Kapital für einen eigenen Betrieb. Die Gelegenheit ergab sich, als am 17. Dezember 1878 sein Schwager Caspar Stiffler unerwartet im Alter von nur 35 Jahren verstarb. Caspar Stifflers Söhne waren zu jung für die Übernahme des Betriebs und so erwarb Florian Stoppany vor März 1879 die Maison Stiffler. Stoppanys Frau Betty und ihre Schwester Christina Nadig-Stiffler hatten den Betrieb als Schwestern Stiffler bereits einige Jahre geführt. Durch die Gebrüder Ragaz liess er die Fremdenpension 1881 zum Hotel Pontresina & Post erweitern. Der Erfolg des Hotels erlaubte ihm 1895 eine zweite Erweiterung zur heutigen Grösse.
Seine Frau Betty starb am 11. Februar 1896, Florian Stoppany folgte ihr am 26. Januar 1901. Sie sind gemeinsam begraben auf dem Friedhof der Kirche Sta. Maria in Pontresina.